# Axarfjörður

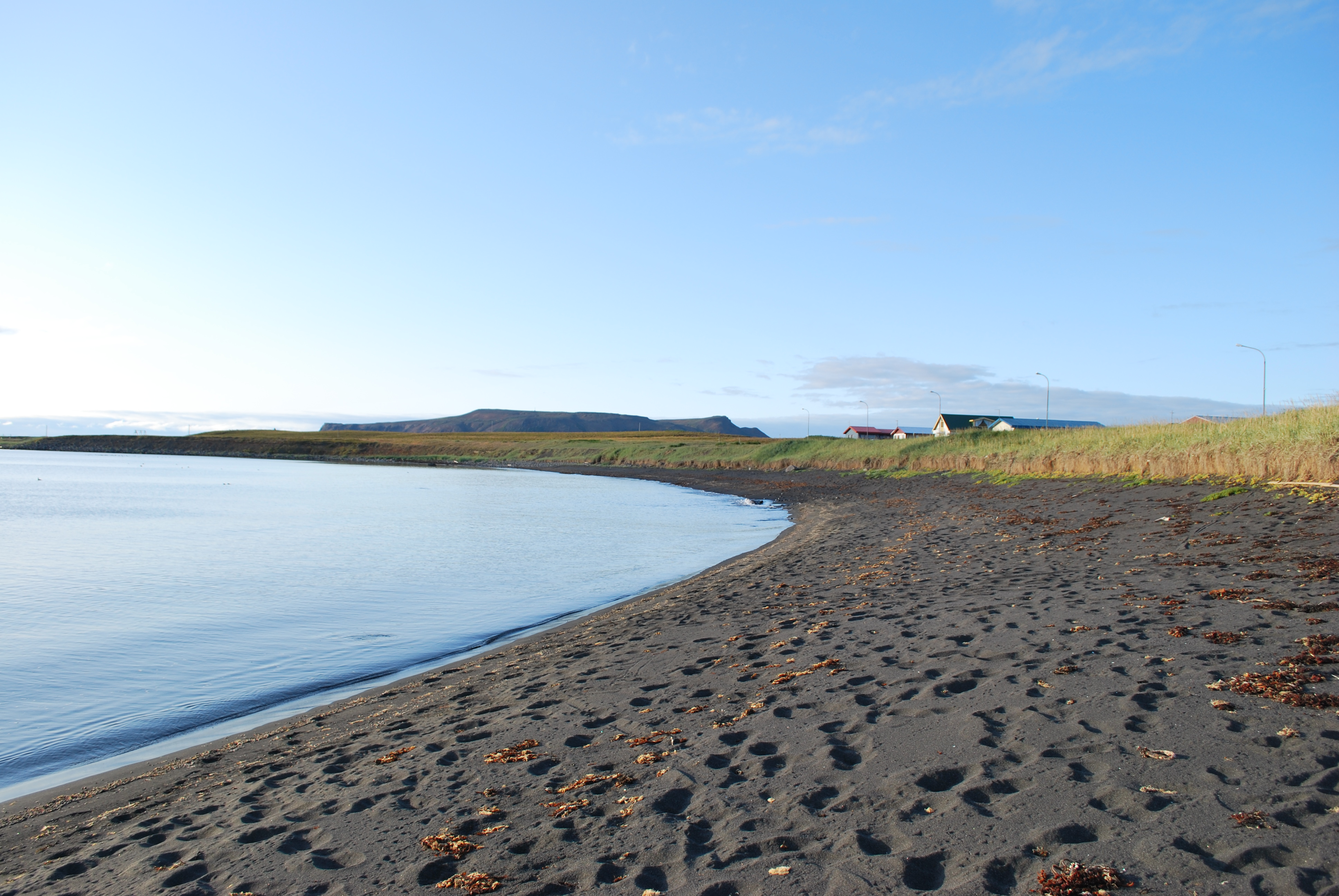
Strand vid Kópasker

Axarfjörður är en fjord på nordöstra Island. Den mittatlantiska ryggen går genom den västliga delen av fjorden innan den går under vattnet igen. 
Den enda orten i området är Kópasker med omkring 170 invånare.